# Ruta Provincial 2 (Santa Cruz)
La Ruta Provincial 2 es una carretera argentina de la provincia de Santa Cruz. Su recorrido total es de 84 kilómetros. Teniendo como extremos la Ruta Nacional 40 al sur y la Ruta Provincial 9 al norte.